# 글리제 667 Cb
글리제 667 Cb는 적색 왜성 글리제 667 C를 돌고 있는 외계 행성으로, 지구로부터 전갈자리 방향으로 약 23광년 떨어져 있다. 질량은 지구의 최소 5.7배로 슈퍼 지구로 분류할 수 있으며, 항성으로부터 0.05 AU 정도 떨어져 돌고 있다. 다른 기존 외계 행성들과는 달리 이 행성의 궤도 이심률은 정확히 밝혀지지 않았다. 이 행성은 2009년 10월 19일 HARPS로 동시에 발견한 30개 외계 행성들 중 하나이다.

## 같이 보기
- 글리제 676 Ab